# Plaza de Toros de Indauchu (Bilbao)
La Plaza de Toros de Indauchu estuvo ubicada en el barrio Indauchu de Bilbao. Se inauguró el 15 de agosto de 1909. Su último festejo taurino se celebró el 1 de agosto de 1919. Fue derribada en marzo de 1929.

## Historia

### Diseño y construcción
A comienzos del siglo XX el prestigioso ganadero Marqués de Villagodio (José Echevarría y Bengoa) encargó al arquitecto Leonardo Rucabado el proyecto para la construcción de una plaza de toros situada en el barrio de Indauchu. El contratista de la obra fue Tomás Llona.
La plaza de toros era de un bellísimo estilo mudéjar y estaba construida con piedra (de la cantera bilbaína de Iturrigorri), ladrillos y azulejos. Se proyectó inicialmente para estar cubierta, pero al final se desestimó. Estaba dividida en ocho tendidos, cuatro de sol y cuatro de sombra. La zona baja disponía de barrera, contrabarrera, diecisiete filas de tendido. En su piso superior había treinta y un palcos y una hermosa galería desde la que se divisaba un panorama encantador con muchos caseríos y arbolados. 
La plaza estuvo situada entre las calles (del año 2025) Alameda de Urquijo, Gregorio de la Revilla y Licenciado Poza.

### Festejos taurinos
Se inauguró el 15 de agosto de 1909 con una novillada con picadores a beneficio de la Asociación Vizcaína de Caridad y del Colegio de Sordo-Mudos en la que actuaron Ostioncito, Recajo y Reverte II. Se lidiaron tres novillos del Marqués de Villagodio y tres de Eloy Clairac. Destacó Reverte II que cortó las orejas de sus dos novillos y salió a hombros. El 27 de agosto de 1909 actuaron los novilleros Punteret y Pacomio Peribánez con reses de Bañuelos. El 24 de octubre de 1909 debutó como torero, el oficial de la Marina Mercante, Zacarías Lecumberri alternando con Luciano Bilbao “Lunares”, ex banderillero de Cocherito de Bilbao, con novillos de T. Fernández, de Valladolid.
El 1 de agosto de 1919, se celebró el último festejo taurino, una novillada en la que actuaron Luis Gómez “Aguaslimpias” e Isidoro García “Jaro” con reses de la ganadería del Marqués de Villagodio. Actuó de sobresaliente Martín Agüero que intervino muy bien en un quite y escuchó muchos aplausos.

### Otros usos
En 1920 falleció el propietario de la plaza José Echevarría y Bengoa, Marqués de Villagodio, pasando ésta a sus hijos Alfredo y Eduardo.
Desde 1920, durante nueve años la plaza estuvo dedicada a alquiler para garajes y almacenes de productos varios. En marzo de 1929 la plaza de toros fue derribada para edificar en sus terrenos una barriada de pisos.

### Fotografías de la plaza

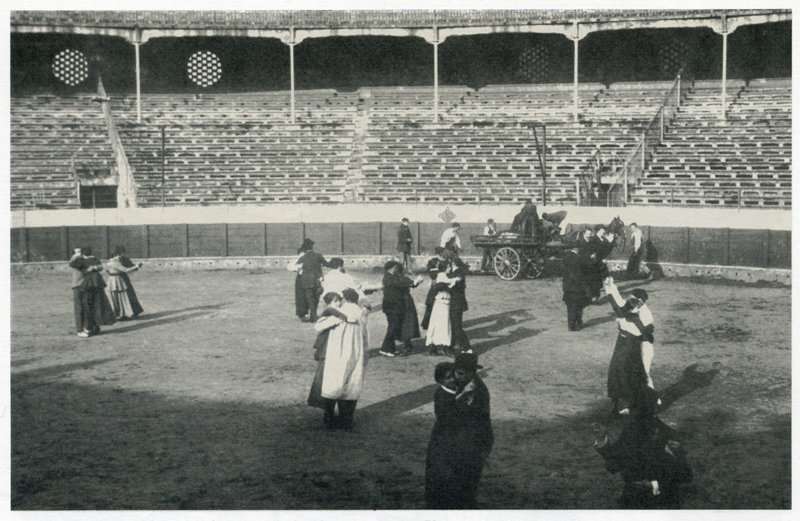
Baile de los invitados al terminar el festival, Plaza de toros de Indauchu, h. 1914. Donde se aprecia el diseño el diseño interior de la plaza

No son muchas las imágenes que existen de la vieja Plaza de toros de Indauchu que tuvo una vida taurina de diez años (1909-1919) y fue derruida en marzo de 1929. Conozcámosla a través de las fotografías y planos que existen de ella.

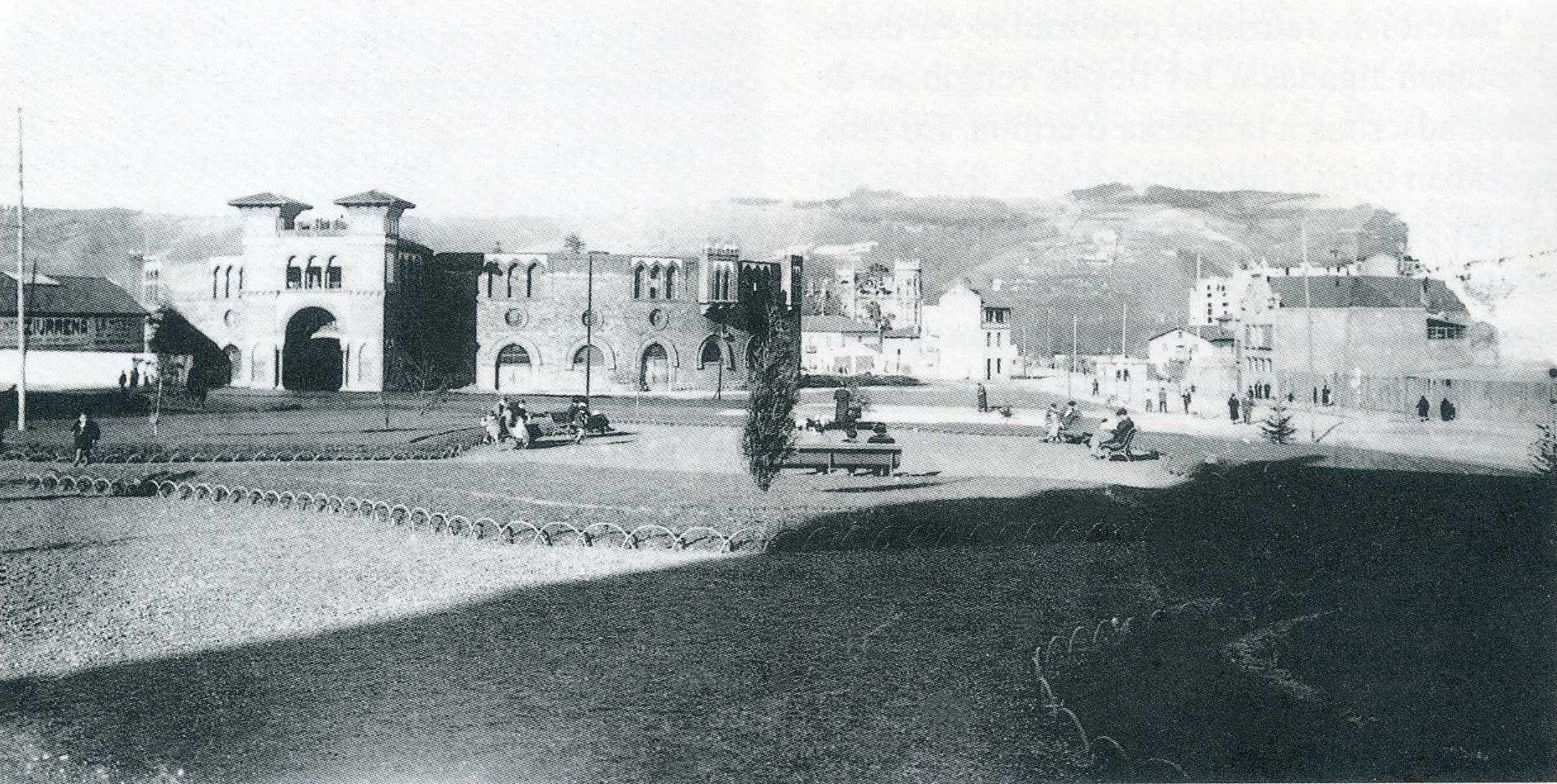
Vista general de la Plaza de toros de Indauchu

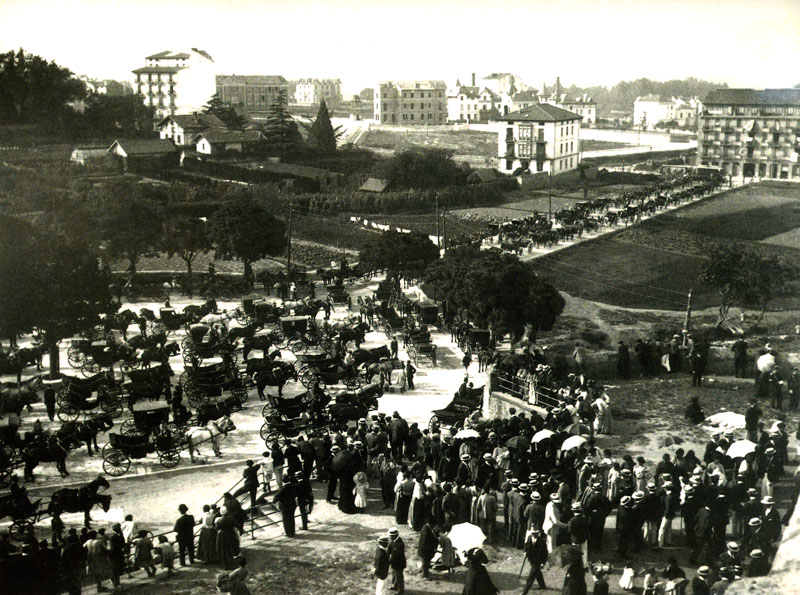
Panorámica de Indauchu, vista desde la parte superior de la Plaza de toros, año 1909 (Foto: José María Buerba y Borruel)

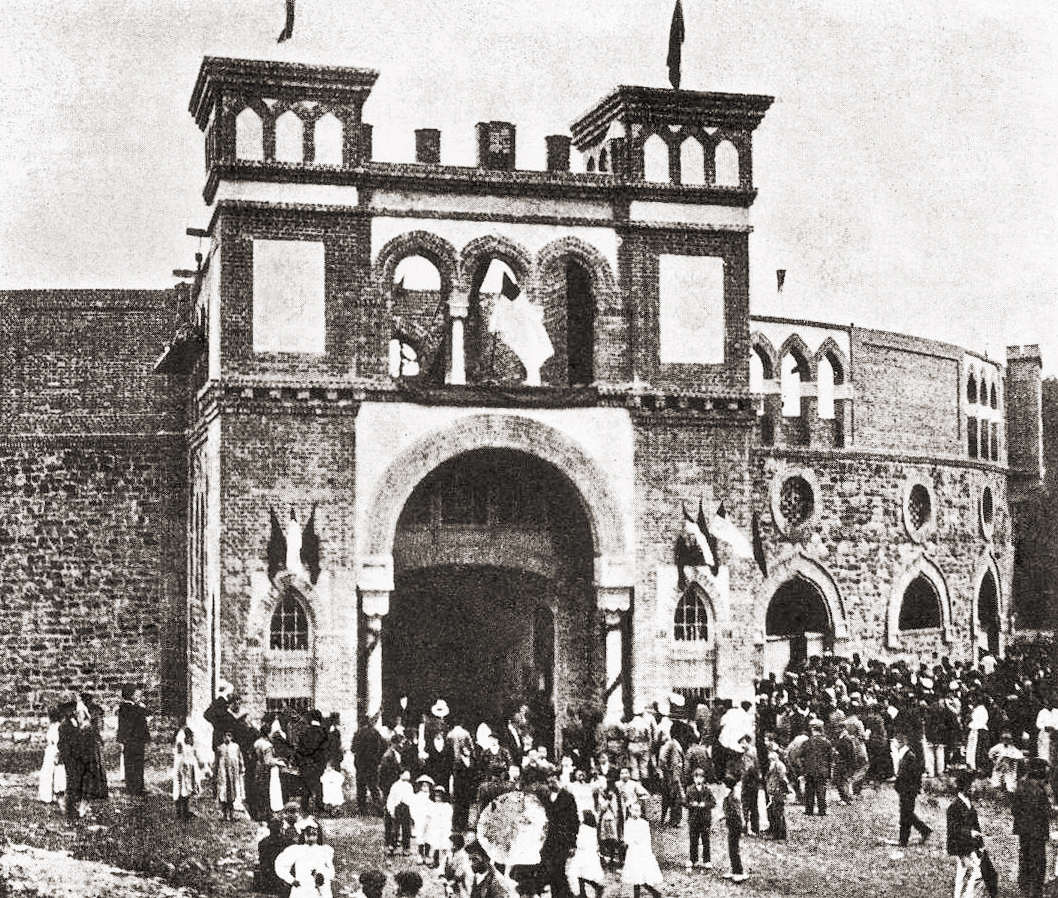
Puerta principal de la Plaza de toros de Indauchu el día de su inauguración, 15 de agosto de 1909 (foto: Tort)

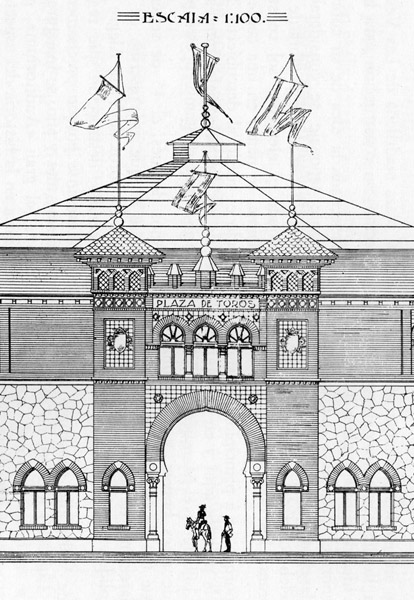
Dibujo primer diseño entrada principal de la Plaza de toros de Indauchu, año 1908 (por el arquitecto Leonardo Rucabado)

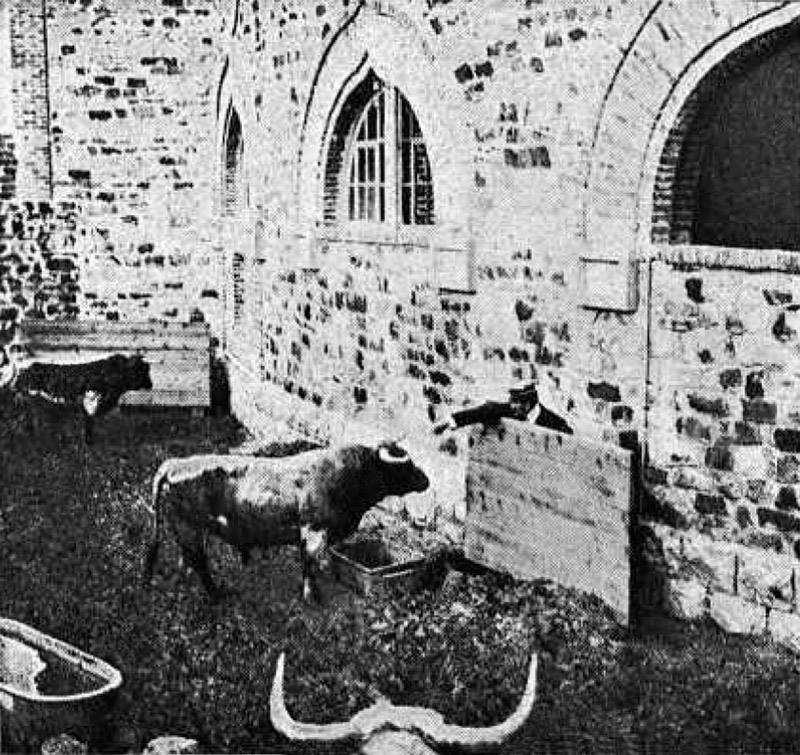
El marqués de Villagodio, propietario de la plaza, acariciando en los corrales a uno de sus novillos que se lidiaron en la inauguración de la Plaza de toros de Indauchu, 1909

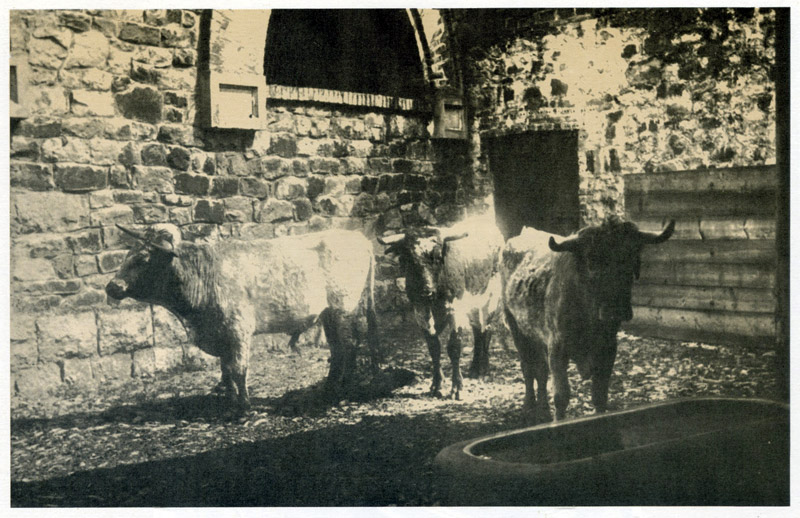
Corrales de la Plaza de toros de Indauchu, reses del marqués de Villagodio para un festival, h. 1914

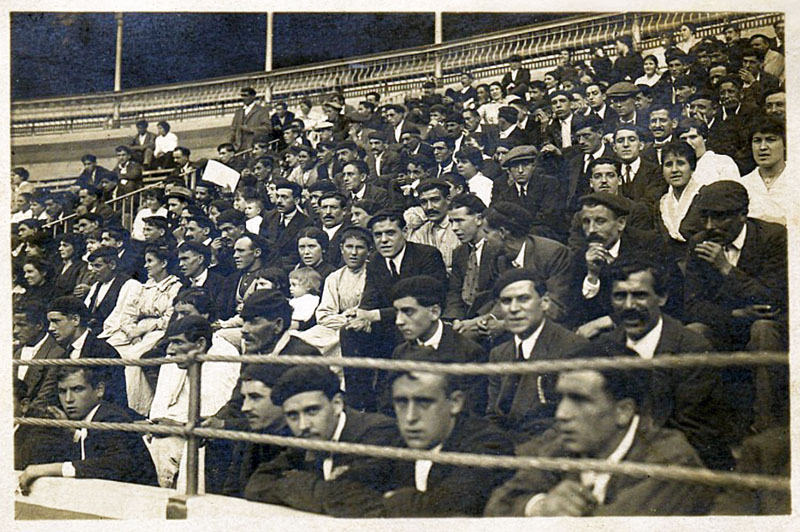
Espectadores en un tendido de la Plaza de toros de Indauchu, año 1912

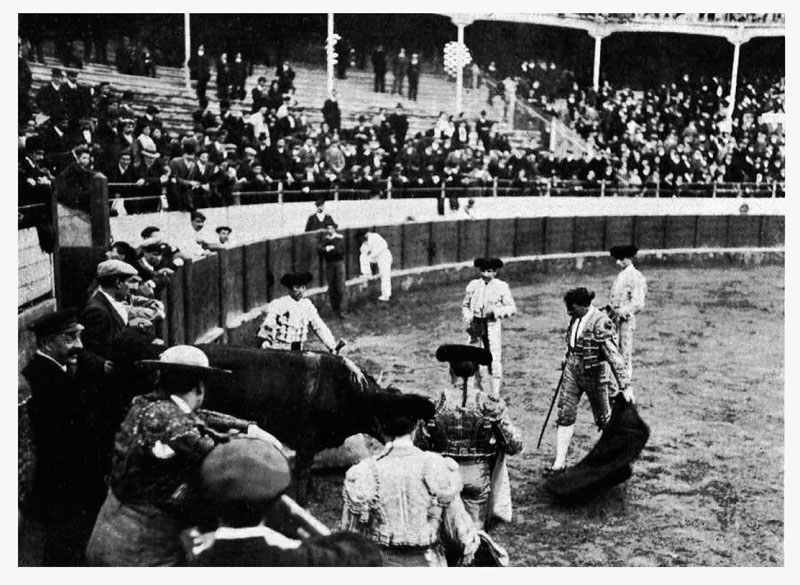
Lecumberri después de una estocada, Plaza de Toros de Indauchu, noviembre de 1914

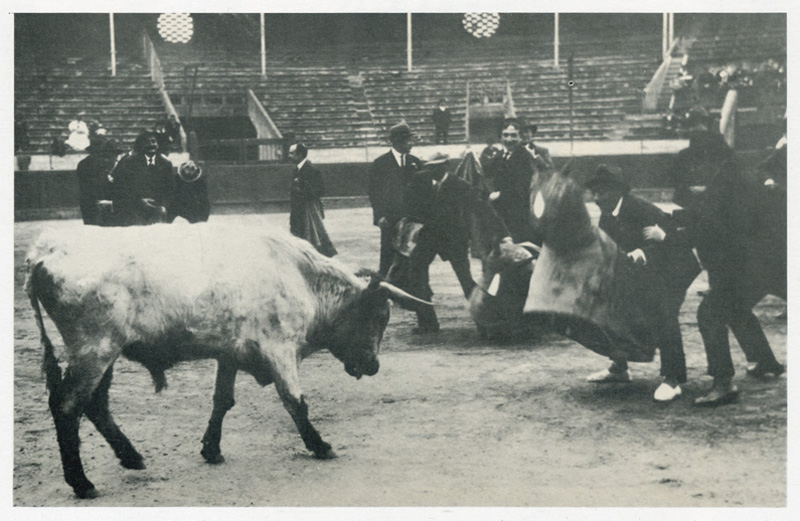
Citando con un caballo de mimbre en un festival, Cocherito de Bilbao con un gorra en la cabeza. Plaza de toros de Indauchu, h. 1914

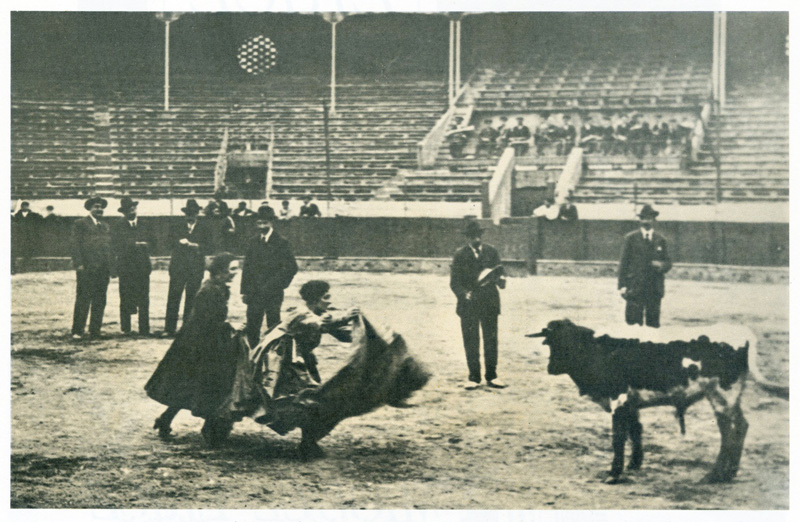
Señoritas toreando en un festival, Plaza de toros de Indauchu, h. 1914. Donde se aprecia el diseño el diseño interior de la plaza

 El marqués de Villagodio inicialmente pensó en construir una plaza de toros cubierta con la intención de competir con la Plaza Vista Alegre de Bilbao y programar corridas en las épocas de lluvia

10 
Notas
1. 1 2 3  Ibarra, Javier (1964).  Vizcaya Taurina, ed. Los cosos taurinos de Bilbao. Bilbao: Talleres gráficos-El arte de imprimir. p. 17. «Depósito legal: BI-529-1964».
2. 1 2  Echevarría, Adolfo (1972).  Vizcaya Taurina|ubicación, ed. El paraguas de la plaza de toros de Vista Alegre (y la de Indauchu). Bilbao: Talleres gráficos-El arte de imprimir. p. 55. «Depósito legal: BI-1308-1967».
3. 1 2 3  Fernández Casado, Antonio (1991).  BBK-Bilbao Bizkaia Kutxa, ed. Toreros de hierro. Bilbao: Gestigraf. pp. 26-27. ISBN 84-8056-016-9.
4. 1 2 3 4 5  Uruñuela, Luis (1967).  Vizcaya Taurina, ed. Aquella plaza de toros de Indauchu. Bilbao: Talleres gráficos-El arte de imprimir. p. 9. «Depósito legal: BI-1308-1967».